# جاناتان دیوید گومز
جاناتان دیوید گومز (انگلیسی: Jonathan David Gómez؛ زادهٔ ۲۱ دسامبر ۱۹۸۹) بازیکن فوتبال اهل آرژانتین است.